# 1910 az irodalomban
Az 1910. év az irodalomban.

## Megjelent új művek

### Próza
- Guillaume Apollinaire első novellakötete: L'Hérésiarque et Cie
- Arnold Bennett angol író The Clayhanger Family (Clayhanger trilógia) című önéletrajzi jellegű regénysorozatának első kötete. (Folytatása 1911-ben és 1916-ban)[1]
- Colette francia írónő regénye: Kóborélet (La Vagabonde)
- E. M. Forster regénye: Howards End
- Hermann Hesse regénye: Gertrud
- Rudyard Kipling: Rewards and Fairies (Jutalmak és tündérek), verssel vegyített próza gyermekek számára[2]
- Gaston Leroux leghíresebb műve: Az Operaház fantomja (Le Fantôme de l'Opéra)
- Martin Andersen Nexø dán író: Hódító Pelle (Pelle Erobreren, 1906–1910); a négykötetes regény befejező kötete
- Rainer Maria Rilke regénye: Die Aufzeichnungen des Malte Laurids Brigge (Malte Laurids Brigge feljegyzései)
- Upton Sinclair regénye: Samuel, The Seeker (Kutató Sámuel)
- H. G. Wells regénye: The History of Mr Polly (Mr. Polly lázadása)

### Költészet
- Marina Cvetajeva verseskötete: Esti album (Вечерний альбом)
- Leopold Staff lengyel költő versei: Uśmiechy godzin (Órák mosolyai)
- Rabindranáth Tagore indiai író, költő, polihisztor gyűjteményes kötete: Gítándzsali (Áldozati énekek)

### Dráma
- John Galsworthy drámája: Justice (Igazság)
- Megjelenik nyomtatásban Makszim Gorkij drámája, a Vassza Zseleznova (Васса Железнова)
- Edmond Rostand színműve: Chantecler (Kakas), bemutató
- G. B. Shaw: The Dark Lady of the Sonnets (A szonettek fekete asszonya), bemutató
- John Millington Synge ír szerző drámája: Deirdre of the Sorrows (Deirdre, a bánatos), bemutató

### Magyar irodalom
- Ady Endre verseskötete: A Minden-Titkok versei
- Kosztolányi Dezső hamar népszerűvé vált verseskötete: A szegény kisgyermek panaszai
- Móricz Zsigmond regénye: Sárarany

## Születések
- március 9. – Lénárd Sándor 1951-től Brazíliában élt és alkotott magyar orvos, költő, író, műfordító († 1972)
- május 6. – Tatay Sándor magyar író († 1991)
- június 16. – Keszi Imre magyar író, kritikus, zenetudós, műfordító († 1974)
- június 19. – Bóka László magyar író, költő, irodalomtörténész († 1964)
- június 21. – Alekszandr Tvardovszkij orosz, szovjet költő († 1971)
- június 23. – Jean Anouilh francia drámaíró († 1987)
- szeptember 22. – Faludy György magyar költő, író, műfordító († 2006)
- szeptember 24. – Vas István magyar költő, író, műfordító († 1991)
- december 19. – Jean Genet francia író, drámaíró († 1986)
- december 29. – Tolnai Gábor magyar irodalomtörténész, esszéíró († 1990)

## Halálozások
- január 5. – Petelei István erdélyi magyar szépíró, publicista (* 1852)
- április 21. – Mark Twain amerikai író, humorista, kedvelt ifjúsági regények (Tom Sawyer kalandjai) szerzője (* 1835)
- április 26. – Bjørnstjerne Bjørnson Nobel-díjas norvég író, költő (* 1832)
- május 18. – Eliza Orzeszkowa lengyel írónő, a 19. század második felének kiemelkedő alkotója (* 1841)
- május 22. – Jules Renard francia író (* 1864)
- május 28. – Mikszáth Kálmán író, publicista, lapszerkesztő (* 1847)
- június 5. – O. Henry (William Sydney Porter) amerikai író (* 1862)
- november 15. – Wilhelm Raabe német realista író (* 1831)
- november 20. – Lev Nyikolajevics Tolsztoj orosz író, drámaíró, filozófus, a realista orosz próza mestere (* 1828)
- december 9. – Laza Kostić szerb költő, drámaíró, műfordító, a szerb romantika képviselője (* 1841)